# Cantón de Saint-Mamet-la-Salvetat
El cantón de Saint-Mamet-la-Salvetat era una división administrativa francesa, que estaba situada en el departamento de Cantal y la región de Auvernia.

## Composición
El cantón estaba formado por doce comunas:
- Cayrols
- La Ségalassière
- Le Rouget
- Marcolès
- Omps
- Parlan
- Pers
- Roannes-Saint-Mary
- Roumégoux
- Saint-Mamet-la-Salvetat
- Saint-Saury
- Vitrac

## Supresión del cantón de Saint-Mamet-la-Salvetat
En aplicación del Decreto nº 2014-149 de 13 de febrero de 2014, el cantón de Saint-Mamet-la-Salvetat fue suprimido el 22 de marzo de 2015 y sus 12 comunas pasaron a formar parte; ocho del nuevo cantón de Saint-Paul-des-Landes y cuatro del nuevo cantón de Maurs.